# جیمز باند (شخصیت)
فرمانده جیمز باند CMG RNVR (انگلیسی: James Bond) شخصیتی داستانی است که در ۱۹۵۲ توسط نویسندهٔ انگلستانی، ایان فلمینگ خلق شده‌است. او پروتاگونیست مجموعهٔ رمان‌ها، فیلم‌ها، کمیک‌ها و بازی‌های ویدیوئی جیمز باند است. فلمینگ از باند دوازده رمان و دو مجموعهٔ داستان کوتاه نوشت. دو کتاب آخر او—مردی با اسلحه طلایی (۱۹۶۵) و اختاپوس و روشنایی‌های روز (۱۹۶۶)—پس از مرگ فلمینگ به چاپ رسیدند.
این شخصیت یکی از مأموران سرویس اطلاعات مخفی با شمارهٔ کد ۰۰۷ است که در لندن اقامت دارد اما در سطح بین‌المللی فعال است. باند شخصیتی ترکیبی است که بر اساس تعدادی کماندو که فلمینگ آن‌ها را در طول خدمتش در بخش اطلاعات نیروی دریایی در طول جنگ جهانی دوم می‌شناخت ساخته شده بود و فلمینگ سبک خاص خود و تعدادی از سلیقه‌های خود را به این شخصیت اضافه کرد. نام باند ممکن است برگرفته از پرنده‌شناس آمریکایی به همین نام باشد. همچنین ممکن است فلمینگ نام او را از یک مأمور ولزی به‌نام جیمز سی. باند که با او خدمت می‌کرد، گرفته باشد. باند دارای تعدادی ویژگی شخصیتی ثابت است که در سراسر کتاب‌ها دیده می‌شود؛ از جمله لذت بردن از اتومبیل، عشق به غذا، نوشیدنی و عشق‌ورزی، و مصرف متوسط شصت نخ سیگار سفارشی در روز.
از زمان مرگ فلمینگ در سال ۱۹۶۴، نویسندگان مجاز دیگری از اصول باند وجود داشته‌اند؛ از جمله جان گاردنر، که چهارده رمان و دو نوشتار داستان‌سرایی و همچنین ریموند بنسون که شش رمان، سه نوشتار داستان‌سرایی و سه داستان کوتاه نوشت. نویسندگان دیگری نیز بوده‌اند که هر کدام یک کتاب نوشته‌اند: کینگزلی آمیس (با نام مستعار رابرت مارکهام)، سباستین فالکز، جفری دیور، ویلیام بوید و آنتونی هوروویتس. علاوه بر این یک مجموعهٔ رمان بر اساس دوران جوانی باند—باند جوان—توسط چارلی هیگسون و سپس استیون کول نوشته شد.
به عنوان یک اسپین‌آف برگرفته از اثر ادبی اصلی به نام کازینو رویال یک اقتباس تلویزیونی به نام «کازینو رویال» ساخته شد که در آن باند در نقش یک مأمور آمریکایی به تصویر کشیده شده‌است. یک مجموعهٔ در سبک داستان مصور نیز در روزنامهٔ دیلی اکسپرس پخش شد. بیست و هفت فیلم از باند ساخته شده‌است. هفت بازیگر در این فیلم‌ها نقش باند را ایفا کرده‌اند.